# Unsteady (Megumi Hayashibara)
Unsteady è un brano musicale di Megumi Hayashibara, scritto da Satou Hidetoshi e dalla stessa Hayashibara, e pubblicato come singolo il 25 ottobre 2000 dalla Starchild Records. Il brano è stato incluso negli album della Hayashibara feel well. Il singolo raggiunse la quattordicesima posizione della classifica settimanale Oricon, e rimase in classifica per tre settimane, vendendo 40 880 copie. Unsteady è stato utilizzato come sigla d'apertura della serie televisiva anime Muteki-O Trizenon.

## Tracce
CD singolo KIDA-204
1. unsteady - 4:31
2. lost in you - 4:22
3. unsteady (Off Vocal Version) - 4:31
4. lost in you (Off Vocal Version) - 4:22

Durata totale: 17:57

## Classifiche
| Classifica (2000)                        | Posizione più alta |
| ---------------------------------------- | ------------------ |
| Giappone (Classifica settimanale Oricon) | 14                 |